# 上新井
上新井（かみあらい）は、埼玉県所沢市の地名。現行行政地名は上新井一丁目から上新井五丁目。郵便番号359-1142。

## 地理
所沢市中西部に位置する。宮本町・西所沢・山口・小手指元町・小手指町・小手指台・榎町・緑町・けやき台と隣接する。

### 河川
- 東川

### 地価
住宅地の地価は、2015年（平成27年）1月1日の公示地価によれば、上新井5丁目67番26の地点で17万円/m2となっている。

## 歴史
かつては埼玉県入間郡小手指村であった。小手指村が所沢町と合併した頃には東は西所沢駅、北は新所沢駅、西は小手指駅近くまでの広大な範囲だったが、1960年から1981年にかけて町名変更や住居表示の実施により現在は3分の1程度が残るのみである。残る範囲も現在所沢市及び埼玉県による区画整理事業が進められており、2009年9月に区画整理終了に伴い町名・地番が変更された。 

### 沿革
- 1889年（明治22年）4月1日 - 町村制施行に伴い、北野村、上新井村が合併し、入間郡小手指村の村域となる。
- 1943年（昭和18年）4月1日 - 小手指村が所沢町・山口村・富岡村・吾妻村・松井村と合併し、入間郡所沢町大字上新井となる。
- 1952年（昭和27年） - 一部が中新井となり分離。
- 1960年（昭和35年）5月20日 - 町名変更実施により一部が緑町となり分離。
- 1965年（昭和40年）4月1日 - 住居表示実施により一部が西所沢・榎町・松葉町・宮本町1丁目となり分離。
- 1966年（昭和41年）4月1日 - 住居表示実施により一部が宮本町2丁目となる。
- 1973年（昭和48年）5月1日 - 町名変更実施により東部が泉町・弥生町・美原町となり分離。
- 1974年（昭和49年）4月1日 - 町名変更実施により北部が北所沢町・向陽町・花園となり分離。
- 1981年（昭和56年）6月20日 - 町名変更・区画整理実施により南東部がけやき台となり分離。
- 2009年（平成21年）9月5日 - 大字上新井全ての町名・地番が変更、また国道463号バイパス以南は小手指台となる[6]。

## 世帯数と人口
2017年（平成29年）9月30日現在の世帯数と人口は以下の通りである。
| 丁目         | 世帯数    | 人口     |
| ------------ | --------- | -------- |
| 上新井一丁目 | 779世帯   | 1,604人  |
| 上新井二丁目 | 1,163世帯 | 2,664人  |
| 上新井三丁目 | 1,294世帯 | 2,992人  |
| 上新井四丁目 | 1,259世帯 | 2,983人  |
| 上新井五丁目 | 1,548世帯 | 3,683人  |
| 計           | 6,043世帯 | 13,926人 |

## 小・中学校の学区
市立小・中学校に通う場合、学区は以下の通りとなる。
| 丁目         | 番地 | 小学校               | 中学校               |
| ------------ | ---- | -------------------- | -------------------- |
| 上新井一丁目 | 全域 | 所沢市立上新井小学校 | 所沢市立小手指中学校 |
| 上新井二丁目 | 全域 | 所沢市立上新井小学校 | 所沢市立小手指中学校 |
| 上新井三丁目 | 全域 | 所沢市立上新井小学校 | 所沢市立小手指中学校 |
| 上新井四丁目 | 全域 | 所沢市立上新井小学校 | 所沢市立小手指中学校 |
| 上新井五丁目 | 全域 | 所沢市立上新井小学校 | 所沢市立小手指中学校 |

## 交通

### 鉄道
- 西武鉄道
  - 西武池袋線、西武狭山線 - 西所沢駅（敷地の一部が上新井地内にある）

地域西部では小手指駅・北部では西武新宿線新所沢駅が最寄り。

### バス
- 西武バス
  - 西武池袋線・西武新宿線所沢駅より椿峰ニュータウン行きバス
    - 六所神社〜上新井下車

- バス停は「六所神社入口(東部)」「上新井(南部)」「大六天北(南西部)」の三つ。北部からは「榎町」が最寄り。

### 道路
- 国道463号（行政道路） - 榎町～緑町3丁目〜消防本部前〜宮本町交差点
- 新所沢駅前通り線 - 緑町3丁目〜西武池袋線（上新井跨道橋）〜東川〜至大六天（北）交差点
- 国道463号（所沢入間バイパス/小手指バイパス） - 北野保育園南〜マミーマート前〜大六天交差点（左折）〜西武池袋線ガード
- 東京都道・埼玉県道4号東京所沢線 - 大六天〜梨子の木戸交差点

大六天交差点

## 施設
- 上新井西公園
- 上新井東公園

このほか東川沿いの調整池・遊歩道等、この外に小さな公園が6ヵ所ある。
寺社
- 六所神社北緯35度47分32秒 東経139度27分11秒 / 北緯35.792280度 東経139.452999度
- 諏訪神社
- 普門院 - 狭山三十三観音霊場第7番札所。武蔵野三十三観音霊場第11番札所。

教育機関
- 所沢市立上新井小学校
- 西所沢保育園

## 関連文献
- 「上新井村」『新編武蔵風土記稿』 巻ノ157入間郡ノ2、内務省地理局、1884年6月。NDLJP:764001/65。